# Боймер, Мари

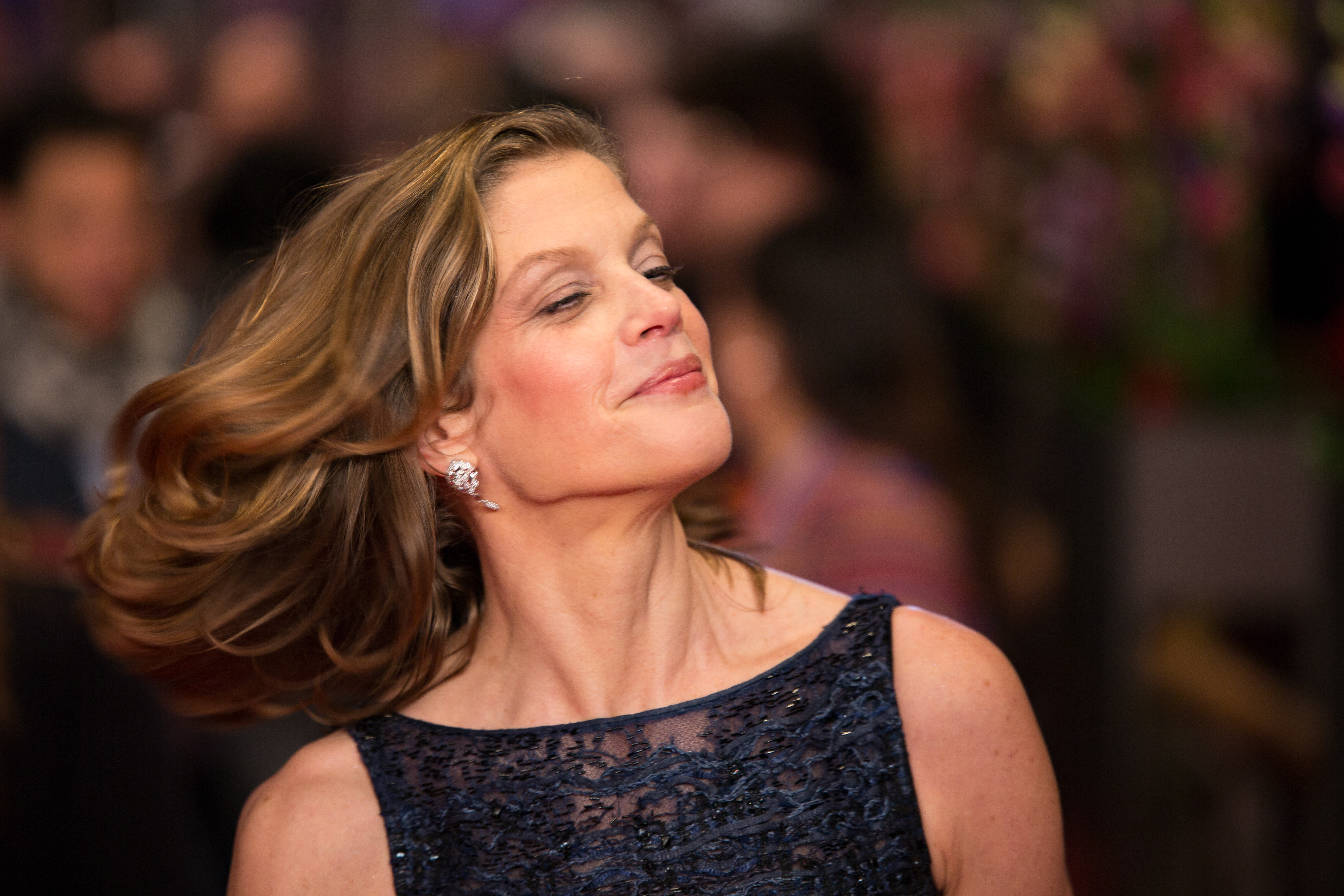

Мари Боймер (нем. Marie Bäumer; 7 мая 1969 , Дюссельдорф, Северный Рейн-Вестфалия, ФРГ) — немецкая актриса
 кино и телевидения.

## Биография
Родилась в семье архитектора и терапевта, выросла в Гамбурге. Изучала актёрское мастерство с 1992 года в театральной школе в Тичино в Швейцарии и в Studio 033 в Гамбурге. В 1994—1996 годах училась в Гамбургской высшей школе музыки и театра, в том числе у Ютты Хоффман.
Снималась в кино и на телевидении с 1993 года. За свою карьеру участвовала в создании 54 кинофильмов и телесериалов.
Регулярно проводит курсы и мастер-классы, например, в Школе актёрского мастерства в Гамбурге и в Киноакадемии Баден-Вюртемберга.

## Награды

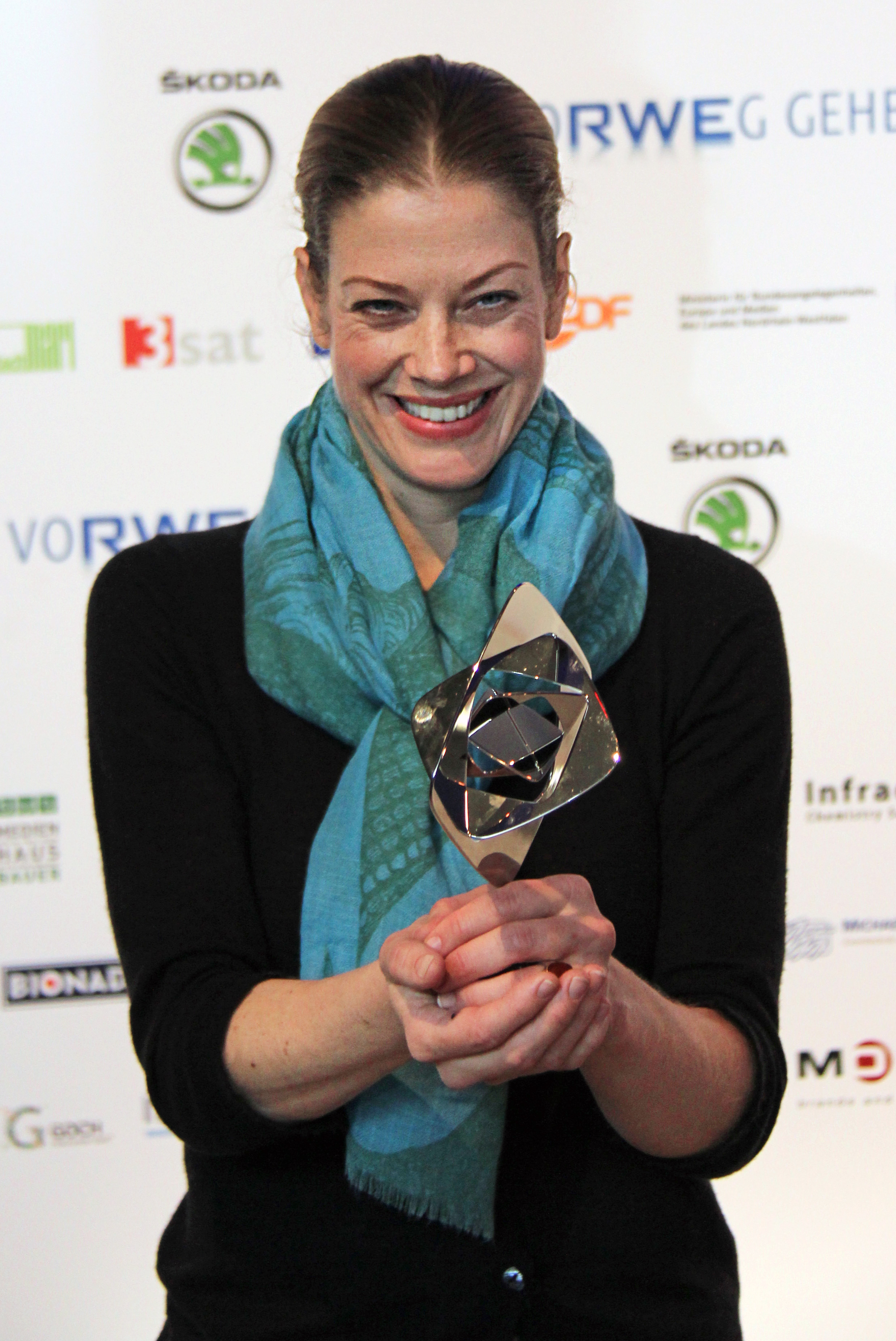
Мари Боймер на награждении Grimme-Preis, 2011

- 2002: Премия Юпитер — лучшая немецкая актриса
- 2002: Баварская кинопремия (Bayerischer Filmpreis) за лучшую роль
- 2003: Премия немецких кинокритиков (Preis der deutschen Filmkritik) за «Лучшую женскую роль»
- 2006: Премия Юпитер — лучшая актриса телевидения
- 2011: Grimme-Preis
- 2018: Премия за «Лучшую женскую роль» на Фестивале в Валансьене
- 2018: Немецкая кинопремия (Deutscher Filmpreis) за лучшую женскую роль и др.

Имеет сына от актёра Ники фон Темпельхоффа.

## Избранная фильмография
- 2001 — Мокасины Маниту
- 2001 — Воскресение (ТВ)
- 2004 — Луиза Санфеличе (ТВ)
- 2007 — Фальшивомонетчики
- 2013 — Отель «Адлон». Две семьи. Три судьбы.(ТВ)
- 2018 — Три дня в Киброне